# 허창 (전한)
허창(許昌, ? ~ 기원전 133년)은 중국 전한의 관료다. 승상을 역임했으며, 전한 고제의 개국공신 58위인 백지정후(柏至靖侯)의 자손으로 백지간후(柏至簡侯) 허록의 작위를 계승했다.

## 생애
경제 후3년(기원전 141년)에 태상이 됐고, 무제 건원 2년(기원전 139년) 10월에 두영이 실각하면서 3월에 후임 승상이 됐다.
건원 6년(기원전 135년), 두태후가 죽었다. 이때 허창은 두태후의 장례가 제대로 준비되지 않은 책임을 물어 어사대부 장청적과 함께 6월에 면직되었다.
원광 2년(기원전 133년)에 죽으니, 시호를 애(哀)라 하였다. 작위는 아들 허안여가 이었다.